# PDFedit
PDFedit je open source PDF editor pro Unix-like a Windows systémy (včetně Cygwin pod Windows). Nepodporuje ovšem editaci chráněných nebo zašifrovaných PDF souborů, ani editaci textu jako ve WYSIWYG editorech.
Uživatelské rozhraní editoru pro Unix-like systémy je založeno na Qt 3 toolkitu a skriptovací knihovně (QSA), takže každá operace jde skriptovat. Součástí editoru je i interface z příkazové řádky na manipulaci s PDF.
Uživatelské rozhraní editoru pro Windows systémy je založeno na Qt 4 toolkitu přebrané z Bc. práce Evy Peškové vedenou J. Mišutkom.
Pro manipulaci s PDF objekty se používá knihovna Xpdf.